# Rytidosperma grandiflorum
Rytidosperma grandiflorum là một loài thực vật có hoa trong họ Hòa thảo. Loài này được (Hochst. ex A.Rich.) S.M.Phillips miêu tả khoa học đầu tiên năm 1995.